# Ucrania en los Juegos Europeos
Ucrania en los Juegos Europeos está representada por el Comité Olímpico Nacional de Ucrania, miembro de los Comités Olímpicos Europeos. Ha obtenido un total de 138 medallas: 45 de oro, 43 de plata y 50 de bronce.

## Medalleros

### Por edición
| Evento        | Oro | Plata | Bronce | Total |
| ------------- | --- | ----- | ------ | ----- |
| Bakú 2015     | 8   | 14    | 24     | 46    |
| Minsk 2019    | 16  | 17    | 18     | 51    |
| Cracovia 2023 | 21  | 12    | 8      | 41    |
| TOTAL         | 45  | 43    | 50     | 138   |

### Por deporte
| Evento                | Oro | Plata | Bronce | Total |
| --------------------- | --- | ----- | ------ | ----- |
| Atletismo             | 6   | 2     | 4      | 12    |
| Baloncesto 3x3        | 0   | 1     | 0      | 1     |
| Boxeo                 | 3   | 2     | 5      | 10    |
| Breakdancing          | 0   | 1     | 0      | 1     |
| Ciclismo              | 1   | 3     | 0      | 4     |
| Esgrima               | 4   | 0     | 1      | 5     |
| Fútbol playa          | 0   | 1     | 0      | 1     |
| Gimnasia              | 4   | 9     | 8      | 21    |
| Judo                  | 3   | 1     | 4      | 8     |
| Karate                | 4   | 2     | 3      | 9     |
| Kickboxing            | 0   | 1     | 1      | 2     |
| Lucha                 | 3   | 6     | 6      | 15    |
| Muay thai             | 3   | 1     | 2      | 6     |
| Natación              | 1   | 0     | 2      | 3     |
| Natación sincronizada | 0   | 2     | 3      | 5     |
| Piragüismo            | 5   | 4     | 1      | 10    |
| Saltos                | 4   | 1     | 2      | 7     |
| Sambo                 | 1   | 4     | 3      | 8     |
| Tenis de mesa         | 0   | 0     | 1      | 1     |
| Tiro                  | 2   | 1     | 2      | 5     |
| Tiro con arco         | 1   | 1     | 2      | 4     |
| TOTAL                 | 45  | 43    | 50     | 138   |